# 1981-es Formula–1 holland nagydíj
A holland nagydíj volt az 1981-es Formula–1 világbajnokság tizenkettedik futama.

## Futam
| Helyezés | #  | Versenyző          | Csapat/Motor    | Körök | Idő/Kiesés oka | Rajthely | Pontszám |
| -------- | -- | ------------------ | --------------- | ----- | -------------- | -------- | -------- |
| 1        | 15 | Alain Prost        | Renault         | 72    | 1:40:22,43     | 1        | 9        |
| 2        | 5  | Nelson Piquet      | Brabham-Ford    | 72    | + 8,24         | 3        | 6        |
| 3        | 1  | Alan Jones         | Williams-Ford   | 72    | + 35,50        | 4        | 4        |
| 4        | 6  | Héctor Rebaque     | Brabham-Ford    | 71    | + 1 kör        | 15       | 3        |
| 5        | 11 | Elio de Angelis    | Lotus-Ford      | 71    | + 1 kör        | 9        | 2        |
| 6        | 14 | Eliseo Salazar     | Ensign-Ford     | 70    | + 2 kör        | 24       | 1        |
| 7        | 30 | Siegfried Stohr    | Arrows-Ford     | 69    | + 3 kör        | 21       |          |
| 8        | 33 | Marc Surer         | Theodore-Ford   | 69    | + 3 kör        | 20       |          |
| 9        | 4  | Michele Alboreto   | Tyrrell-Ford    | 68    | Motorhiba      | 25       |          |
| 10       | 9  | Slim Borgudd       | ATS-Ford        | 68    | + 4 kör        | 23       |          |
| Kiesett  | 22 | Mario Andretti     | Alfa Romeo      | 62    | Baleset        | 7        |          |
| Kiesett  | 7  | John Watson        | McLaren-Ford    | 50    | Gyújtás        | 8        |          |
| Kiesett  | 3  | Eddie Cheever      | Tyrrell-Ford    | 46    | Felfüggesztés  | 22       |          |
| Kiesett  | 32 | Jean-Pierre Jarier | Osella-Ford     | 29    | Erőátvitel     | 18       |          |
| Kiesett  | 16 | René Arnoux        | Renault         | 21    | Motorhiba      | 2        |          |
| Kiesett  | 23 | Bruno Giacomelli   | Alfa Romeo      | 19    | Defekt         | 14       |          |
| Kiesett  | 26 | Jacques Laffite    | Ligier-Matra    | 18    | Ütközés        | 6        |          |
| Kiesett  | 2  | Carlos Reutemann   | Williams-Ford   | 18    | Ütközés        | 5        |          |
| Kiesett  | 29 | Riccardo Patrese   | Arrows-Ford     | 16    | Felfüggesztés  | 10       |          |
| Kiesett  | 17 | Derek Daly         | March-Ford      | 5     | Felfüggesztés  | 19       |          |
| Kiesett  | 28 | Didier Pironi      | Ferrari         | 4     | Ütközés        | 12       |          |
| Kiesett  | 12 | Nigel Mansell      | Lotus-Ford      | 1     | Motorhiba      | 17       |          |
| Kiesett  | 25 | Patrick Tambay     | Ligier-Matra    | 1     | Ütközés        | 11       |          |
| Kiesett  | 27 | Gilles Villeneuve  | Ferrari         | 0     | Ütközés        | 16       |          |
| NI       | 8  | Andrea de Cesaris  | McLaren-Ford    |       | Nem rajtolt    |          |          |
| NK       | 35 | Brian Henton       | Toleman-Hart    |       |                |          |          |
| NK       | 20 | Keke Rosberg       | Fittipaldi-Ford |       |                |          |          |
| NK       | 21 | Chico Serra        | Fittipaldi-Ford |       |                |          |          |
| NK       | 31 | Beppe Gabbiani     | Osella-Ford     |       |                |          |          |
| NK       | 36 | Derek Warwick      | Toleman-Hart    |       |                |          |          |

## A világbajnokság élmezőnyének állása a verseny után
| H  | Versenyzők       | Pont | H  | Konstruktőrök | Pont |
| -- | ---------------- | ---- | -- | ------------- | ---- |
| 1. | Carlos Reutemann | 45   | 1. | Williams-Ford | 76   |
| 2. | Nelson Piquet    | 45   | 2. | Brabham-Ford  | 56   |
| 3. | Jacques Laffite  | 34   | 3. | Renault       | 39   |
| 4. | Alan Jones       | 31   | 4. | Ligier-Matra  | 34   |
| 5. | Alain Prost      | 28   | 5. | Ferrari       | 28   |
| 6. | John Watson      | 21   | 6. | McLaren-Ford  | 22   |

## Statisztikák
Vezető helyen:
- Alain Prost: 71 (1-22 / 24-72)
- Alan Jones: 1 (23)

Alain Prost 2. győzelme, 2. pole-pozíciója, Alan Jones 12. leggyorsabb köre.
- Renault 6. győzelme.